# Goró Šimura
Goró Šimura (jap. 志村 五郎 – Šimura Goró) (* 23. únor 1930, Hamamacu, Japonsko – 3. května 2019) byl japonský matematik a emeritní profesor matematiky na Princetonské univerzitě v USA. Zabýval se především teorií čísel, algebraicky a automorfními formami, společně s kolegou Jutakou Tanijamou přišel s tzv. Tanijamovou–Šimurovou domněnkou o vztahu eliptických křivek a modulárních forem, která byla plně prokázána v roce 2001.